# Groland von Oedenberg
La famiglia Groland von Oedenberg fu una famiglia nobile del patriziato di Norimberga nel cui consiglio sedette dal 1346 al 1720.

## Storia
L'origine della famiglia Groland è incerta e in gran parte avvolta nell'oscurità. All'inizio del XIV secolo i primi rappresentanti della famiglia vennero registrati a Norimberga. Nel 1305 i Groland divennero cittadini di Norimberga. Heinrich Groland divenne già membro del Consiglio interno nel 1346; la famiglia operò nel commercio della stoffa con le Fiandre e con Tournai. Tra il 1417 e il 1445, tre membri della famiglia Groland furono maestri di zecca della città di Norimberga.
Con la morte di Paul Groland von Oedenberg la famiglia si estinse l'11 aprile 1720.